# 5-4-1

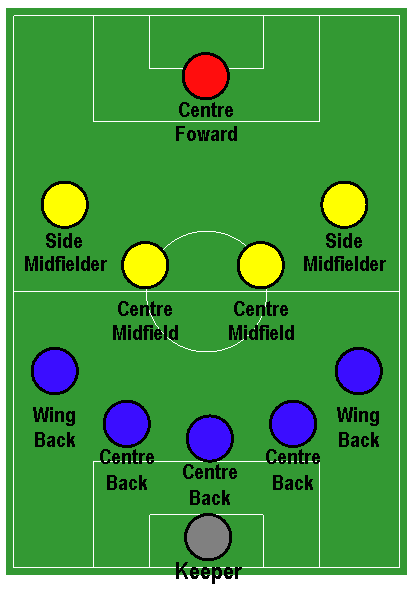
Il 5-4-1

Il 5-4-1 è un modulo di gioco del calcio. Consiste nello schierare 5 difensori, 4 centrocampisti ed un attaccante.

## Il modulo
Lo schieramento è talvolta, sebbene impropriamente, assimilato al "catenaccio" per via dello spiccato stampo difensivista. Il reparto arretrato si compone dei terzini - cui è richiesta sia la marcatura degli avversari che la proiezione offensiva - e di tre centrali, uno dei quali agisce solitamente da libero con funzioni di impostazione.
A centrocampo, un ruolo importante è ricoperto dal regista mentre al mediano competono il contrasto e il recupero di palloni. I laterali hanno invece mansioni variabili, dovendo adattarsi alle varie situazioni di gioco: aiutano a metà campo e in copertura, si spingono in avanti per aiutare l'unica punta. Un possibile effetto collaterale è l'isolamento del centravanti, cui sono necessarie la velocità e la capacità di attaccare la porta, facendo reparto anche da solo.
Il movimento degli esterni, ovvero dei terzini e delle ali, può tramutare il modulo in un più offensivo 3-4-3. L'arma che può sfoderare una squadra che si schiera con il 5-4-1 è il contropiede: infatti, dopo essersi raccolti in difesa, i calciatori hanno molto spazio a disposizione da attaccare.

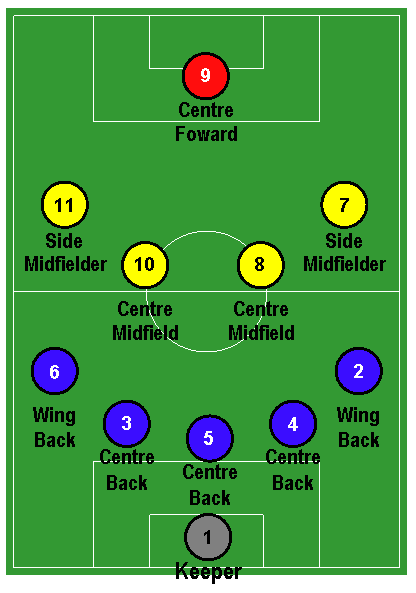
Numerazione del 5-4-1

## Squadre che hanno utilizzato il 5-4-1
- La Nazionale greca di Otto Rehhagel, campione d'Europa nel 2004[5][6] Uno dei centrocampisti centrali era un difensore aggiunto, Katsouranīs; l'unico vero appoggio al centravanti Vryzas era l'ala Charisteas, autore della rete decisiva nella finale di Lisbona contro il Portogallo[6]